# Skip Beat!
Skip Beat! (japonès: スキップ・ビート!, hepburn: Sukippu Bīto!) és un manga de Yoshiki Nakamura. Tracta sobre la Kyoko Mogami, una noia de 16 anys que descobreix que el seu amic de la infància i objectiu romàntic, en Shotaro Fuwa, només la conserva per fer de minyona i per guanyar-se les garrofes, mentre treballa per convertir-se en la millor estrella pop al Japó. Furiosa i desconsolada, promet venjar-se'n vencent-lo en el món de l'espectacle.
El manga es començar publicar a la revista Hana to Yume de l'editorial Hakushensa el 15 de febrer del 2002 al Japó. A setembre de 2024 consta de 50 volums; encara en publicació.
Hal Film Maker va produir-ne una adaptació a anime, la qual va començar a emetre's el 5 d'octubre de 2008. Va acabar d'emetre's el 12 de juliol de 2009, amb 25 episodis.

## Història
Skip Beat! és una comèdia romàntica que protagonitza Kyoko Mogami: una noia de 16 anys que s'escapa de casa al costat del seu millor amic Shotaro Fuwa, amb el propòsit que aquest aconsegueixi el seu major somni, entrar al món de l'espectacle com a cantant. Mentre Sho aconsegueix els seus primers treballs i va a poc a poc fent-se famós, Kyoko treballa àrduament per mantenir el menjar i la renda. Però tot això s'acaba quan per «casualitat» la Kyoko veu Sho coquetejant amb la seva mànager i dient-li que en realitat ell només considera Kyoko com la seva serventa.
Més furiosa que trista, la Kyoko decideix venjar-se de Sho, però per a això haurà d'entrar en el món de l'espectacle, cosa difícil perquè no té «cap talent» en especial. Malgrat això, la Kyoko decideix provar-ho a l'empresa de nom LME [Lory's Majestic Entertainment] on treballa la persona que més odia Sho, Ren Tsuruga.
No obstant això, no aconsegueix fer un debut, perquè després de la seva història amb Sho ha perdut la capacitat «d'estimar». Així que és assignada al departament «Love Me» (ESTIMAM), on Kyoko és al principi la primera i única integrant d'aquest departament, l'uniforme és un cridaner «pants» d'una sola peça rosa, amb el logotip «Love Me» a l'esquena i al davant de la seva jaqueta.
Gràcies als treballs «sense importància» del departament de Love Me, la Kyoko s'endina en l'actuació, no només per mostrar a Sho el que una «dona comuna i sense cap atractiu físic» sinó per trobar-se a si mateixa.

## Personatges
Mogami Kyoko:
Veu: Miki Nagasawa (drama CD), Marina Inoue (anime)
La història gira al seu voltant i en la seva evolució des que decideix començar a preocupar-se per si mateixa.
Té l'aniversari el 25 de Desembre. Fins als setze anys, la seva major aspiració era la de fer feliç les persones al seu voltant, en especial Sho Fuwa, del qual està enamorada des que eren petits. Per això, en lloc de quedar a casa i anar a l'escola preparatòria a Kyoto, viatja amb ell a Tòquio per tal d'ajudar-lo a fer-se en una estrella pop. Però un bon dia s'assabenta que només l'ha utilitzat per aconseguir el seu somni.
El seu cor i innocència queden destrossats, i es seu costat fosc es desperta. Frenètica, Kyoko jura venjar-se d'en Sho, però l'única manera de fer-ho és atacant-lo des del món de l'espectacle. Així que canvia la seva roba, l'estil de cabell i comença la tasca d'unir-se a l'empresa LME, rival d'en Sho, qui ara és el seu més gran enemic que ella somia destruir.
En l'audició de LME, tot i que Kyoko destaca per la seva determinació, el president s'adona que no té el punt clau per convertir-se en una actriu: l'amor. Ja que sense l'amor autèntic per a la professió i per fer feliç el públic, no podrà progressar correctament en el món de l'espectacle, però considera un gran desaprofitament el simplement descartar-la i decideix donar-li una segona oportunitat. La deixa ingressar a la secció «Love Me» (un departament fundat per arribar a debutar amb amor propi i cap als altres). Si de tot cor completa tots els llocs de treball que se li assignin, com un bon empleat a la satisfacció del client, en determinat període, es donarà el seu gran debut.
Amb el temps, Kyoko deixa mostrar el seu ànim i un talent aclaparador en l'actuació. Aconsegueix captivar els directors, companys de treball, els seus primers admiradors, i fins i tot guanya un pretendent, Regne, el vocalista enemic d'en Sho.
A LME la Kyoko coneix en Tsuruga Ren amb qui estableix al principi una enemistat. El detesta perquè el considera molt semblant a en Sho, però després comença a conèixer-lo millor i a estimar, acceptar els seus consells i a confiar en les seves paraules. Li dona suport com el seu mànager substituta. El cuidaquan està malalt, interpreta papers i comparteix l'escenari amb ell. De petita no tenia amigues per culpa d'en Sho, ja que totes les noies envejaven que la Kyoko tingués tanta confiança amb ell. Però es va fer amiga de la Kanae Kotonami, que també és part de la secció «Love me».
Tsuruga Ren:
Veu: Ken Narita (drama CD), Katsuyuki Konishi (anime)
Amb només vint anys, és considerat l'idol més guapo de tot el Japó, deixant Fuwa Sho en setè lloc. És conegut pel seu caràcter pacient i amigable amb tothom. Menys amb Kyoko, ja que desaprova la seva raó per tornar-se famosa (venjar-se d'en Fuwa Sho). No obstant això, quan ella comença a entendre que en realitat la seva carrera és més important que la venjança contra en Sho, recolza el seu creixement, li donaconsells i li ensenya a interpretar els seus personatges.
Es desconeix el seu passat. (»Ren Tsuruga» és un àlies), ja que el seu veritable nom és Kuon Hizuri.
Ren alberga un secret sentiment d'amor cap a la Kyoko, però s'aferra a negar-ho. Tots dos es coneixien des de fa anys, però la Kyoko no ho recorda, ja que quan el va conèixer, ell li va dir que era el príncep de les fades. Algunes de les persones més properes a ell han començat a notar els seus sentiments, en especial el seu mànager Yukihiro, que sempre li fa la guitza, el president Takarada i la Kanae Kotonami. Per la seva relació amb la Kyoko, Ren odia en Sho i en més d'una ocasió es mostra gelós, ja que la Kyoko sembla no haver-se lliurat en absolut del seu record.
El Ren té una estranya manera de mostrar les seves emocions o ànim, quan està molest és irònic i esbossa el seu somriure d'aparador, enlluernador però poc profund. Quan està gelós o realment molest, la seva cara pren un vessant fred i deixa sortir una aura molt fosca. També pot donar un dolç i angelical somriure que cega i maretja les dones, o la seva mirada calculadora i coqueta, que Kyoko ha batejat com «L'emperador de la nit».
Fuwa Sho:
Veu: Nobutoshi Kanna (drama CD), Mamoru Miyano (anime)
Mimat, consentit, capritxós, egocèntric i faldiller. Es constitueix com l'estrella adolescent del moment. Inicialment odia Tsuruga Ren, per la seva popularitat, però després pels seus sentiments no admesos (de tots dos) a Kyoko.
Encara que el seu veritable nom és Shotaro, el manté en secret perquè el kanji «taro» està escrit com «taparrabos». Al principi no va tenir problemes en enganyar la Kyoko perquè viatgés amb ell a Tòquio, amb l'únic objectiu de fer-la servir com a empleada i finançadora dels seus múltiples despeses, entre aquests, el costós departament. Quan ella ho descobreix, ell reacciona de manera molt cruel.
Inicialment quan es retroben no la reconeix, però poc després descobreix que Kyoko és la noia de LME (Love Me), i se sorprèn en veure el seu talent i transformació. Durant la història es posa de manifest que té més sentiments cap a ella que el que havia pensat. No suporta veure-la plorar i es permet ser més autèntic quan està a prop seu.
Pel que sembla és l'únic fill d'una família ben acomodada, amos d'una posada tradicional. La seva mare va ensenyar a la Kyoko la cerimònia del te perquè en algun futur, es cassés amb Sho. Per aquesta i per moltes altres raons, Sho sent que Kyoko li pertany.
Kanae Kotonami:
Veu: Yukiko Tagami (drama CD), Risa Hayamizu (anime)
És una jove actriu que posseeix el gran talent de memoritzar els seus diàlegs en molt poc temps. Va conèixer Kyoko a les audicions de LME, però des d'un inici es mostra hostil amb ella, i la tracta com un ésser inferior que menysprea. Encara que Kanae és molt segura de si mateixa i li diu a Kyoko que aprovarà aquesta audició i farà el seu gran debut, al final també és enviada a la secció «Love me», ja que igual que Kyoko, li falta aquest sentiment d'amor cap als altres.
Kanae pertany a una família pobra i nombrosa. Odia les dones i personatges amb aures comuns o de mestresses de casa, perquè li recorden a ella mateixa. Amb el pas del temps i de diverses situacions, Kyoko i Kanae acaben sent bones amigues.
Kyoko es refereix a ella com «Moko-san».
Reino:
Veu: Shun Takagi (Joc)
És un vocalista visual-kei d'una banda anomenada «Vie Ghoul». Còpia l'estil i les cançons de Fuwa Sho perquè la seva empresa el va contractar per robar fans. Reino sembla tenir poders extrasensorials, ja que pot veure esperits i el passat de les persones.
Cap noia és prou bona per a ell. Però després d'assabentar-se que Kyoko té una relació amb Sho comença a assetjar, en aquests caminar, coneix la Kyoko «malvada» i s'enamora d'ella per la seva aura maligna. La pronunciació de Kyoko sobre Vie Ghoul sona més semblant a «Beagle» (la raça de gos) i és així com ella es refereix a ell. Reino té com a ostatge un dels dimonis de Kyoko i l'obliga a fer-li xocolata el dia de Sant Valentí. Amenaça de torturat aquest esperit si no ho fa.
Reino tem Ren perquè va ser capaç de veure el seu passat fosc, de manera que Kyoko a vegades fa servir Ren per amenaçar-lo.
Lory Takarada :
És el president de l'empresa de talents LME. És una persona molt perspicaç, intuïtiva, extravagant però de bon cor, i té una gran obsessió amb l'amor.
Des que va veure la Kyoko en el càsting li va cridar l'atenció, però en haver-se oblidat del sentiment de l'amor, la intenta ajudar que el recuperi creant la secció «Love me» per a ella i Kanae. És l'únic que sap el passat d'en Ren. Constantment l'aconsella i el sanciona pels seus actes.
Maria Takarada :
És neta del president. De petita va perdre la seva mare. Va ser culpada per això, ja que el dia del seu aniversari li va demanar a la mare que deixés la feina als Estats Units, per anar a la seva festa al Japó, però l'avió en què anava es va accidentar. Per això, no confia en ningú, i odia el seu propi aniversari. Té mala relació amb el seu pare.
A Maria li agrada molestar les persones de l'empresa. En el càsting de LME, distraïa les candidates plorant i fingint estar perduda, així que Kyoko amb la seva cara cruel li diu que no esperi que amb plorar algú sempre l'anirà a salvar. Des d'aquest moment, Maria li pren un afecte especial a Kyoko, ja que a ambdues els desagrada la debilitat i l'amor.
És molt supersticiosa i sempre tracta que la Kyoko li doni un ninot vudú d'en Ren per embruixar-lo perquè es casi amb ella. Maria estima el Ren i sempre tracta d'allunyar-lo de les seves admiradores.
Yashiro Yukihito :
És el representant d'en Tsuruga Ren. Fa servir guants perquè sinó destrueix tot el que tingui a les seves mans, el que li porta molts problemes amb el seu telèfon mòbil. Sempre camina intentant entendre en què pensa Ren, sobretot en que accepti i confessi els seus veritables sentiments per Kyoko. Considera Ren com a un bon amic i el preocupa molt la seva relació amb Kyoko.
Amamiya Chiori:
És una actriu jove d'aparença dolça, però en realitat és manipuladora, quan s'enfada amb algú sempre escriu tot el seu odi en fulls de paper o en el seu diari. De petita ja era actriu i el seu personatge va ser tan impactant que la va impedir de créixer, per la qual cosa va haver de canviar de nom artístic.
Quan va conèixer Kyoko, es va posar gelosa perquè una principiant tenia més treballs que ella i va intentar per tots els mitjans d'opacar-la. Temps després d'això, per voluntat pròpia ingressa com a tercer membre de la secció «Love me».
Jelly Woods:
Esposa del president i àvia de la Maria. En el món de les maquilladores és anomenada com «La Bruixa», ja que pot canviar la vida de les persones en cinc minuts, en transformar el seu aspecte físic. Té l'aparença d'una noia menor d'edat i sembla molt a la Maria. El president la crida quan ha de realitzar treballs secrets.
Kuu Hizuri (Hozu Shuuhei):
És el pare de Tsuruga Ren. És japonès, i és un actor famós a Hollywood i també al Japó per ser l'antic «Katsuki» a Dark Moon, ve al Japó per promocionar una pel·lícula i per dir-li alguna cosa al Ren.
Sempre va ser un pare molt afectuós amb Ren, però quan Ren era petit ell i la seva dona Juliet sempre treballaven molt i gairebé mai eren a casa. Quan torna a Hollywood es fa molt amic de la Kyoko i l'adopta com una filla més, a més l'ajuda amb uns problemes que té.

## Personatges de la Kyoko
- Choko:

De la pel·lícula Ring Doh. Aquest personatge és de la Ruriko, però Kyoko competeix per ell. Tot i estar lesionada d'un turmell, guanya les dues conteses: caminar i actuar com una noia rica, i fer la cerimònia del te. Es guanya l'admiració no només del seu contrincant, sinó també del Set, el director i Ren el coprotagonista. Però com en realitat no li donarien el paper, torna a casa només amb els punts de Love me.
- Flora:

Àngel és una dolça nena que carrega amb el dolor de perdre la seva mare en néixer. És molt infeliç, perquè creu que el seu pare l'odia. Però la seva germana gran Flora, la salva d'aquests pensaments tot i que sí que està ressentida. Aquest és el repte que Kyoko ha de creuar per ser acceptada en el curs d'actuació de LME. Amb molt d'enginy i uns quants canvis en el guió, Flora-Kyoko no només li ensenya a Àngel que el seu pare no l'odia sinó també Maria.
- Bou:

Kimagure Rock. Bou és el pollastre mascota, d'aquest programa de varietats, la primera vegada que van gravar el programa, el convidat era Fuwa Sho, així que Kyoko va fer de tot tractant de fer-li la vida impossible, i va ser acomiadada al final del programa. Tractant de fugir de Shotaro, es perd tot disfressada i quan veu a Ren, amb cara de preocupació, li pregunta que li passa, així és com comença una relació d'amistat entre el pollastre i Ren. És clar que al final Kyoko va ser recontratada com Bou. Es creu que Bou deriva de la paraula beau (pretendent) que es pronuncia bo.
- Noia B :

Càsting per al comercial de Kyurara. «A i B els agrada el mateix noi, A li expressa els seus sentiments al noi, però al noi li agrada B». Discussió i reconciliació són les dues parts del càsting, però no és fins a la segona quan Kyoko, mostra tot el seu enginy en descobrir que els han robat la idea que ella i Kanae volien utilitzar. Per descomptat ambdues són seleccionades.
- Angel:

El vídeo Promocional «Prisioner» de Fuwa Sho. Un dimoni de cor fred s'enamora d'un àngel de cor pur, saben que el seu amor els destruirà, però no els importa. Així que la millor amiga de l'àngel, mata el dimoni per protegir-la i es converteix en un. Kyoko accepta el treball de l'àngel assassí, per venjar-se de Sho. Però té alguns problemes, en principi perquè Mimori l'àngel que s'enamora (i per a pitjor fervent enamorada de Shoutaro) la molesta i es nega a treballar amb ella, després perquè Fuwa la treu tant de polleguera que li és impossible actuar com un àngel. Però al final amb una mica d'ajuda i imaginació, reïx una actuació tan commovedora que atrapa el seu enemic i fa que Sho quedi paralitzat.
- Mio:

Després de gravar el vídeo promocional és escollida per la seva mirada «diabòlica» per interpretar el paper de Mio Hongo a Dark Moon, una nova versió d'una de les millors novel·les del Japó: Tsukinomori, on treballarà amb Ren Tsuruga. El seu paper tracta sobre la segona filla d'una família gairebé mafiosa, que té una cicatriu a la cara, causada per la seva malèvola germana, això li provoca un sentiment d'inferioritat, gelosia i odi respecte a la seva germana i cosina, que contínuament intimida i molesta. El personatge és molt intens per a una principiant, i Kyoko té dificultats per crear Mio, ja rep la pressió no només del paper, sinó també de l'actriu que va interpretar Mio vint anys enrere, però, gràcies al suport de Ren crea una nova Mio que marca distància de l'anterior, i es acceptada per tots.
- Koun:

Kuu Hizuri (un actor americà que està de visita) repta Kyoko a interpretar el seu fill Koun per un dia, per a mostrar que sap adaptar-se a qualsevol paper. Kyoko demana que li doni almenys un senyal del seu fill per a guiar-se, i acaba donant-li'n uns 40, que no semblen conduir a cap mena de persona, excepte a Corn, el príncep Fada. Kyoko fa una interpretació tan real i semblant al veritable, que l'actor l'adopta com a segon fill, sobretot quan Kyoko confessa que és incapaç d'interpretar un fill estimat, perquè ella no ho va ser mai.
- Natsu:

Després de Mio, Kyoko és seleccionada pels directors per als papers antagònics, al principi Kyoko no accepta cap paper perquè no vol ser etiquetada com la dolenta de les històries, però gràcies a Kuu accepta el paper de Natsu d'una sèrie de TV anomenada Box «R». Encara que la semblança del personatge amb Mio la desanima al començament, al final crea un personatge molt diferent de Mio, amb una naturalesa menys de «noia rica», però més manipuladora i envanida, amb posat de supermodel, personatge que aconsegueix amb l'ajuda de Ren i una noia anomenada Amamiya Chiori que actua en la mateixa sèrie.
- Setsuka Heel:

«Setsu» és la germaneta menor de Cain Heel, que interpreta Ren Tsuruga, un tipus fred, violent, que inspira un aire de solitud i temperamental. Aquest paper el realitzarà de manera secreta, ja que Tsuruga va prendre el paper de Cain Heel només per despistar la premsa fent creure que és un actor britànic amb ascendència japonesa que ve de l'exterior només per fer el paper de BJ en una pel·lícula pròxima a rodar, és a dir un actor x. Per crear expectatives i mantenir l'interès en aquesta pel·lícula. Amb l'excusa de controlar Tsuruga, el president Lory demana a la Kyoko que representi Setsu com el seu talismà (és a dir que controli que no es salti els menjars), encara que el seu veritable objectiu és fer que comenci a veure Ren com un home i avancin en llur relació.

## Banda sonora
- 1r opening: «Dream Star» de The Generous.
- 2n opening: «Renaissance» de The Generous.
- 1r ending: «Namida» de 2BACKKA.
- 2n ending: «Memorial ~ Eien» de Yusaku Kiyama.